# Narodna odbrana Zapadne Bosne

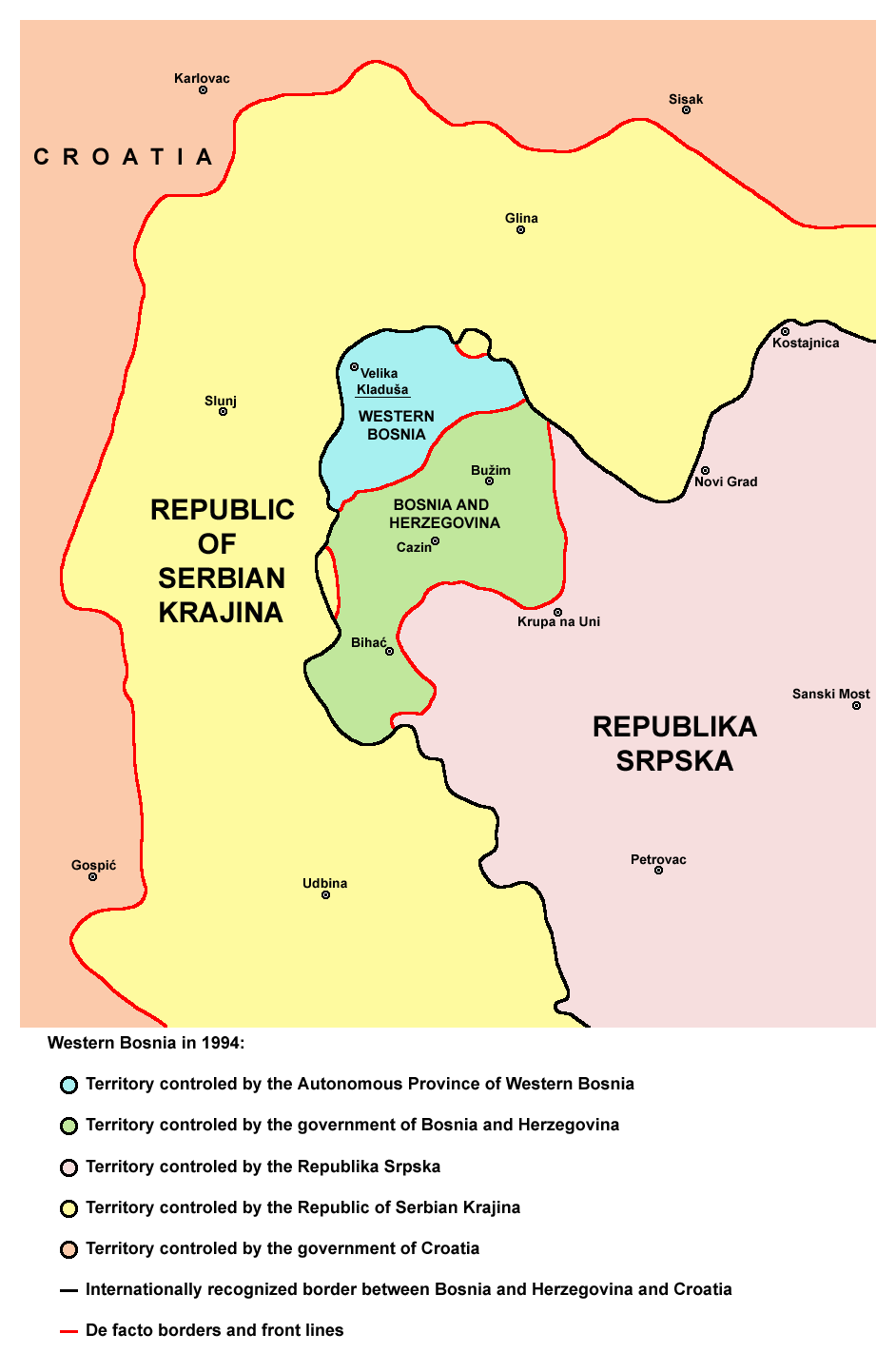
Von der Narodna Odbrana gehaltene Gebiete (in Hellblau), 1994

Die Narodna odbrana Zapadne Bosne (deutsch Volksverteidigung Westbosniens, kurz NOZB) war die Streitkraft der Autonomen Provinz Westbosnien im Bosnienkrieg. Sie kämpfte nur gegen die bosnischen Regierungstruppen, da ihr Anführer Fikret Abdić einen Friedensvertrag mit der Republika Srpska und der Republika Srpska Krajina unterzeichnet hatte.

## Geschichte
Die Armee bestand größtenteils aus Brigaden aus Velika Kladuša und teilweise aus Cazin, die zuvor der Armija Republike Bosne i Hercegovine (ARBiH) unterstellt waren. Im August 1994 wurde Velika Kladuša von Regierungstruppen erobert und somit kam es auch zur Niederlage der Narodna odbrana. Jedoch konnten Abdić und die NOZB die Stadt kurze Zeit später mit der Unterstützung serbischer Truppen wieder erobern. Zur endgültigen Niederlage der NOZB und der Auflösung der Autonomen Provinz kam es erst durch die gemeinsame kroatisch-bosnische Operation Oluja im August 1995.
2013 wurde vom Verfassungsgericht der Föderation Bosnien und Herzegowina entschieden, dass Veteranen der NOZB die gleichen Rechte wie einem Veteranen der ARBiH oder der HVO zustehen. Somit bekamen sie einen Status als Verteidiger.